# Basquetebol da Argentina
O basquete é um esporte muito popular na Argentina, os principais clubes de basquete são do interior do país, tendo em vista que o jogo não é tão popular na capital. O esporte ganhou popularidade quando a Seleção nacional masculina conquistou a medalha de ouro nas Olimpíadas de Atenas em 2004 e o vice-campeonato no Mundial de Basquete de 2002.

## Liga Nacional de Básquetbol
É a principal liga de basquete da Argentina, fundada em 1984, substituindo o Campeonato Argentino de Clubes. A Liga Nacional de Básquetebol é divida em duas conferências: Zona Norte e Zona Sul. Tendo o Atenas de Córdoba como maior campeão, com 9 títulos.

## Seleção Nacional Argentina
A seleção masculina tem como campanhas de destaque o título do primeiro Campeonato Mundial de Basquete em 1950 na própria Argentina e o vice-campeonato no Mundial de Basquete de 2002 disputado nos Estados Unidos. Está em 4º lugar no Ranking FIBA.
Em Jogos Olímpicos, possui uma medalha de ouro conquistada nas Olimpíadas de Atenas em 2004 e uma medalha de bronze conquistada nas Olimpíadas de Pequim em 2008, além de duas quartas colocações: nas Olimpíadas de Helsinque em 1952 e Olimpíadas de Londres em 2012. Onde também ocupa a 4ª colocação no quadro de medalhas.
Nos Jogos Pan-Americanos, a seleção masculina possui uma medalha de ouro no Pan-Americano de Mar del Plata em 1995 na própria Argentina e duas medalhas de prata: no Pan-Americano de Buenos Aires em 1951 também na própria Argentina e no Pan-Americano da Cidade do México em 1955. Onde ocupa novamente o 4º lugar no quadro de medalhas.
O principal astro da seleção é Emanuel Ginóbili, conhecido como Manu Ginóbili, considerado o melhor jogador estrangeiro na NBA. Andrés Nocioni, Fabricio Oberto, Pepe Sánchez, Luis Scola, Carlos Delfino, Walter Herrmann, entre outros, são jogadores de nível internacional na NBA.
O Basquete feminino não possui campanhas de destaque.